# Odd-Bjørn Hjelmeset
Odd-Bjørn Hjelmeset, né le 6 décembre 1971 à Nordfjordeid, est un fondeur norvégien spécialiste des épreuves en style classique.

## Carrière
Hjelmeset, champion du monde junior de relais en 1991, commence sa carrière internationale sénior lors d'une manche de Coupe du monde en mars 1993 et monte sur son premier podium en relais en 1997 à Falun et premier podium individuel en mars 1998 en finissant deuxième du cinquante kilomètres d'Oslo. Lors de sa première participation à un Championnat du monde en 1999 à Ramsau am Dachstein, il monte sur le podium du 10 km classique (médaille de bronze). L'hiver suivant, il remporte sa première course en Coupe du monde à l'occasion du 10 km classique de Kiruna et termine troisième du classement général de la Coupe du monde (2e en sprint et 5e en distance).
Odd-Bjørn Hjelmeset a obtenu une médaille individuelle dès ses premiers Jeux olympiques en 2002 lors du 50 km classique. Huit ans plus tard, avec ses coéquipiers Lars Berger, Petter Northug et Martin Johnsrud Sundby, il est médaillé d'argent en relais, lors duquel il fait au mauvais choix de fart, et concède plus de 30 secondes sur les futurs vainqueurs suédois. Il prend part aussi aux Jeux olympiques de Turin.
En 2007, il obtient deux médailles d'or lors Championnats du monde de Sapporo, en relais avec Eldar Rønning, Lars Berger et Petter Northug puis sur 50 kilomètres classique, devant Tobias Angerer, le leader du fond mondial. Il est récompensé en fin de saison par la médaille Holmenkollen, distinguant des athlètes du ski nordique. 2008 est la saison de ses derniers podiums, à Davos, il porte son total à 19 unités, puis sur le nouveau Tour de ski, il signe deux podiums d'étape, à Nové Město, puis à Val di Fiemme, où il sort vainqueur d'un vingt kilomètres classique avec départ en masse.
Spécialiste du style classique, ses dix-neuf podiums de Coupe du monde ont été obtenus sur cette technique, à part sa victoire sur le sprint d'Asiago en 2001. Il aussi gagné la course marathon Birkebeinerrennet en 1992, 1995 et 2003.
En 2011, il n'est pas sélectionné pour les Championnats du monde à Oslo et un an plus tard, il prend sa retraite sportive, faisant ses adieux à la compétition devant le public norvégien de Holmenkollen.
Il a aussi couru en athlétisme au niveau national, terminant deux fois troisième du championnat de Norvège sur 3 000 mètres steeple en 1996 et 1999. Pour sa polyvalence, il reçoit le Prix Egebergs Ærespris en 2012.
Entre 2017 et 2019, il est le manager sportif de la Fédération norvégienne de biathlon.
Son fils Lars Agnar est un espoir du ski de fond norvégien.

## Palmarès

### Jeux olympiques
| Épreuve / Édition         | Épreuve / Édition                | Salt Lake City 2002              | Turin 2006                       | Vancouver 2010 |
| 15 km                     |                                  |                                  |                                  |                |
| Classique                 | 20e                              | 27e                              | Épreuve inexistante à cette date |                |
| Libre                     | Épreuve inexistante à cette date | Épreuve inexistante à cette date | -                                |                |
| 50 km                     |                                  |                                  |                                  |                |
| Classique                 | Bronze                           | Épreuve inexistante à cette date | Épreuve inexistante à cette date |                |
| Libre départ en masse     | Épreuve inexistante à cette date | -                                | Épreuve inexistante à cette date |                |
| Classique départ en masse | Épreuve inexistante à cette date | Épreuve inexistante à cette date | 17e                              |                |
| Relais 4 × 10 km          | Relais 4 × 10 km                 | -                                | -                                | Argent         |

### Championnats du monde
| Épreuve / Édition | Épreuve / Édition         | Ramsau 1999 | Lahti 2001 | Val di Fiemme 2003 | Oberstdorf 2005 | Sapporo 2007 | Liberec 2009 |
| Sprint classique  | Sprint classique          |             |            |                    | 5e              | 7e           |              |
| 10 km Classique   | 10 km Classique           | Bronze      |            |                    |                 |              |              |
| 15 km Classique   | 15 km Classique           |             | Bronze     | 10e                |                 |              | 15e          |
| 30 km             | Classique                 |             | 5e         |                    |                 |              |              |
| 30 km             | Classique départ en masse |             |            | 8e                 |                 |              |              |
| Poursuite         | 10 km + 15 km             | 17e         |            |                    |                 |              |              |
| Poursuite         | 2 × 10 km                 |             |            | DNF                |                 |              |              |
| 50 km             | Classique                 | 28e         |            |                    |                 |              |              |
| 50 km             | Classique départ en masse |             |            |                    | Bronze          | Or           |              |
| Relais 4 × 10 km  | Relais 4 × 10 km          |             | Or         |                    | Or              | Or           | Or           |

case vide : n'a pas participé à l'épreuve

DNF : n'a pas terminé l'épreuve

### Coupe du monde
- Meilleur classement général : 3e en 2000.
- 28 podiums :
  - 19 podiums en épreuve individuelle : 8 victoires, 5 deuxièmes places et 6 troisièmes places.
  - 9 podiums en épreuve par équipe : 3 victoires, 3 deuxièmes places et 3 troisièmes places.

#### Tour de ski
- 1 victoire d'étape au Tour de ski 2007-2008.

#### Détail des victoires
| Épreuve / Édition | Sprint | Sprint         | 10 km | 10 km     | 15 km | 15 km       | 50 km classique |
| Épreuve / Édition | libre  | classique      | libre | classique | libre | classique   | 50 km classique |
| 1999-00           |        | Stockholm Oslo |       | Kiruna    |       |             |                 |
| 2000-01           | Asiago |                |       |           |       | Beitostølen |                 |
| 2005-06           |        | Oberstdorf     |       |           |       |             |                 |
| 2006-07           |        |                |       |           |       | Lahti       | Oslo            |

#### Différents classements en Coupe du monde
| Année     | Classement général final | Classement distance | Classement sprint |
| 1992-1993 | 100e                     |                     |                   |
| 1994-1995 | 77e                      |                     |                   |
| 1995-1996 | 48e                      |                     |                   |
| 1996-1997 | 38e                      |                     | 46e               |
| 1997-1998 | 20e                      |                     | 27e               |
| 1998-1999 | 17e                      |                     | 11e               |
| 1999-2000 | 3e                       |                     | 2e                |
| 2000-2001 | 5e                       |                     | 13e               |
| 2001-2002 | 25e                      |                     | 74e               |
| 2002-2003 | 25e                      |                     | 26e               |
| 2003-2004 | 35e                      | 34e                 | 26e               |
| 2004-2005 | 14e                      | 17e                 | 19e               |
| 2005-2006 | 18e                      | 39e                 | 14e               |
| 2006-2007 | 5e                       | 3e                  | 16e               |
| 2007-2008 | 18e                      | 12e                 | 40e               |
| 2008-2009 | 72e                      | 45e                 |                   |
| 2009-2010 | 98e                      | 57e                 |                   |
| 2010-2011 | 124e                     | 76e                 |                   |

### Championnats du monde junior
- Médaille d'or du relais en 1991 à Reit im Winkl.

### Championnats de Norvège
Il est six fois champion de Norvège :
- - 30 kilomètres classique en 2000 et 2002.
  - 30 kilomètres libre en 2001.
  - 10 kilomètres classique en 2001.
  - Poursuite en 2003.
  - 15 kilomètres classique en 2006.